# Новохатський Костянтин Євгенович
Костянтин Євгенович Новохатський (нар. 27 лютого 1949, радгосп «Уразовський», Валуйський район, Курська область) — український історик-архівіст, джерелознавець, археограф. Старший науковий співробітник відділу археографії Інституту архівознавства Національної бібліотеки України імені В. І. Вернадського.
Заступник Голови Державного комітету архівів України (2003—2009).
Заслужений працівник культури України.

## Життєпис
Народився 27 лютого 1949 року у радгоспі «Уразовський» Валуйського району Курської області (нині Бєлгородська область) в родині службовців.
1972 року закінчив Московський державний історико-архівний інститут. Відтоді працював у Головному архівному управлінні при Раді Міністрів УРСР, обіймаючи посади старшого інспектора, начальника відділу відомчих архівів і організації діловодства, начальника організаційно-аналітичного відділу.
У 2003—2009 рр. — заступник Голови Державного комітету архівів України.
Костянтин Новохатський — співрозробник Національної автоматизованої інформаційної системи «Архівна та рукописна Україніка», співавтор законопроєкту «Про Національний архівний фонд і архівні установи», який у подальшому був прийнятий як закон.

## Вибрані праці
- Архівістика: Термінолог. словник / Авт.-упоряд.: К. Є. Новохатський та ін. — К., 1998. — 106 с.
- Архівні установи України: Довідник. — К.: НБУВ, 2000. — 259 с. (у співавторстві).
- Нариси історії архівної справи в Україні: Посібник. — К., 2002. — 612 с. (у співавторстві).
- Модерне архівне законодавство України / Геннадій Боряк, Костянтин Новохатський // Архіви України. — 2004. — № 3(254). — С. 4-10.
- Українська архівна енциклопедія / Держкомархів України, УНДІАСД. — Ред. кол.: Матяш І. Б. (голова), Войцехівська І. Н., Дубровіна Л. А., Железняк М. Г., Зворський С. Л., Кулешов С. Г., Мітюков О. Г., Новохатський К. Є., Одинока Л. П., Онищенко О. С., Пиріг Р. Я., Смолій В. А., Сохань П. С., Яцків Я. С. — К.: Видавництво «Горобець», 2008. — 881 с.
- Він залишився з архівами (враження, перевірене часом) / Костянтин Новохатський // Студії з архівної справи та документознавства. — 2011. — Т. 19, кн. 1. — С. 9-11
- Деякі питання подальшого опублікування епістолярної спадщини академіка В. І. Вернадського в Україні / Новохатський Костянтин // Україна ХХ ст.: культура, ідеологія, політика. — 2013. — 18. — C. 31-34

## Нагороди
- Відмінник архівної справи (1987).
- Заслужений працівник культури України (1999).
- Лауреат премії імені Василя Веретенникова (2000).
- Орден «За заслуги» 3 ступеня (2008)[6].